# II liga polska w piłce ręcznej kobiet
II liga polska w piłce ręcznej kobiet – trzecia w hierarchii klasa ligowych rozgrywek piłki ręcznej kobiet w Polsce. Stanowi ostatni szczebel rozgrywkowy, za I ligą (ostatnią o charakterze centralnym). Zmagania w ramach II ligi toczą się cyklicznie (co sezon), systemem kołowym, a nad ich przebiegiem czuwają wyznaczone Wojewódzkie Związki Piłki Ręcznej (WZPR). Rywalizacja prowadzona jest w kilku grupach, do których drużyny przydzielane są według geograficznego klucza. Zwycięzcy uzyskują promocję do I ligi polskiej.

## Numeracja i nazewnictwo grup
Pierwotnie przyjęto następującą numerację grup:
- I grupa – Wielkopolska[4]
- II grupa – Pomorska
- III grupa – Warszawsko-Mazowiecka[5]
- IV grupa – Śląska[6]

Nazwy grup pochodzą od Wojewódzkich Związków Piłki Ręcznej (WZPR), które Związek Piłki Ręcznej w Polsce wyznaczył do prowadzenia rozgrywek. Podział terytorialny, według przynależności klubów do poszczególnych WZPR ustalono następująco:
- I grupa – Dolnośląskie, Lubuskie, Wielkopolskie, Zachodniopomorskie
- II grupa – Kujawsko-Pomorskie, Podlaskie, Pomorskie, Warmińsko-Mazurskie
- III grupa – Lubelskie, Łódzkie, Świętokrzyskie, Mazowieckie
- IV grupa – Małopolskie, Podkarpackie, Śląskie, Opolskie

Reorganizacja I Ligi, którą od sezonu 2017/2018 powiększono do 20 drużyn (dzieląc na dwie grupy) sprawiła, iż rozgrywki w II grupie (pomorskiej) II Ligi nie zostały zorganizowane (sezon 2017/2018). W związku z tym zespół KPR-TPD Białystok wystartował w III grupie (warszawsko-mazowieckiej) II Ligi. Zachowano jednak pierwotną numerację.